# Ciclogênese

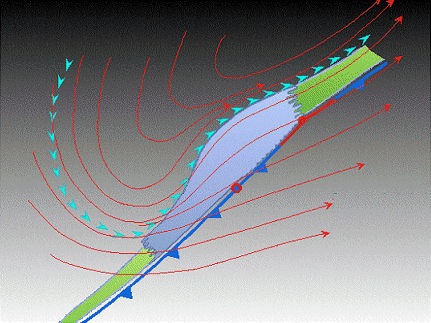
A onda frontal inicial (ou área de baixa pressão) forma-se na localização do ponto vermelho na imagem. Normalmente é perpendicular à formação de nuvens em sistemas semelhantes à camadas. (camada baroclínica) visto em imagens de satélite durante o estágio inicial do ciclogênese. A localização do eixo do jet stream de altos níveis está em azul-claro

Ciclogênese (português brasileiro) ou ciclogénese (português europeu) é o desenvolvimento ou fortalecimento de uma circulação ciclônica na atmosfera (uma área de baixa pressão).  Ciclogênese é um termo geral para vários processos diferentes, todos os quais resultam no desenvolvimento de algum tipo de ciclone. Pode ocorrer em várias escalas, desde a microescala até a escala sinótica. Ciclones extratropicais formam-se como ondas ao longo de frentes meteorológicas antes de ocluir-se mais tarde durante a sua existência ciclônica como ciclones de núcleo frio. Ciclones tropicais formam-se devido ao calor latente conduzido por significativas atividades tempestuosas, e são de núcleo quente. Mesociclones formam-se como ciclones de núcleo quente sobre terra e podem levar à geração de tornados e trombas de água. Podem também formar-se de mesociclones, mas se desenvolvem mais frequentemente em ambientes de alta instabilidade e baixos ventos de cisalhamento verticais. Ciclogênese é o oposto de ciclólise e tem um equivalente anticiclônico (sistemas de alta pressão) que contribui para a formação de anticiclones — anticiclogênese.